# Templo de Palmyra
El Templo de Palmyra, Nueva York, es uno de los templos construidos y operados por la Iglesia de Jesucristo de los Santos de los Últimos Días, el número 77 construido por la iglesia y el primer templo SUD construido en el estado de Nueva York. El templo es uno de tres templos que la iglesia construyó de manera consecutiva en ubicaciones de significado histórico para la fe, incluyendo el templo de Winter Quarters donde los pioneros mormones hicieran escala en camino al territorio de Utah, y el templo de Nauvoo destruido en el siglo XIX.
Ubicado en la comunidad de Palmyra, a unas 20 millas (32,2 km) del lago Ontario al este del estado Nueva York, el templo de granito blanco consta de un solo pináculo y jardines que en la primavera son decorados con miles de flores que, a diferencia del interior del templo, están abiertos al público.

## Historia

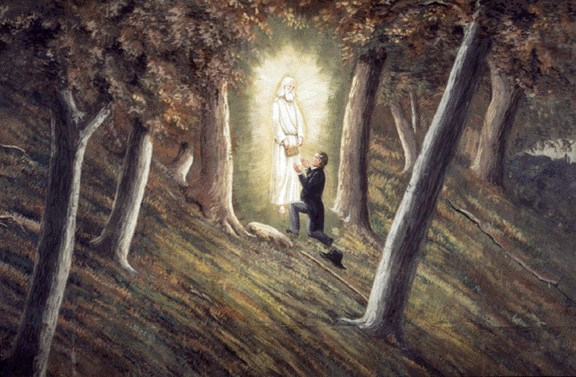
Ilustración de la aparición de Moroni y el Libro de Mormón a Smith en el cerro Cumorah.

Fue en Palmyra que Joseph Smith, el fundador de la iglesia, vivía cuando reportó una serie de epifanías entre 1820 y 1830. Aún en Palmyra, Smith publicó el Libro de Mormón y se organizó legalmente su iglesia. En 1826 Smith fue acusado ante una corte en Palmyra relacionado con actividades relacionadas con la búsqueda de un tesoro escondido a favor de un vecino, Josiah Stowell.
El terreno donde se ubica el templo quedó en manos privadas al partir los fieles de la región en 1830. Llegó a manos de la iglesia al ser comprado por George Albert Smith a favor de la iglesia en 1928. La iglesia asignó una pareja de misioneros a cuidar del terreno quienes sirvieron en la región por 25 años recidiendo en la cabaña restaurada de Alvin Smith, hermano del fundador de la iglesia. La iglesia cultivó la tierra del terreno mientras se enfocaba en comprar lotes adicionales y edificaciones de la región hasta los años 1990. El entonces presidente de la iglesia Gordon B. Hinckley invirtió recursos para restaurar sus propiedades en Palmyra y dedicar un centro de visitantes. Los planes para Palmyra incluían un templo que no fue aprobado por falta de un terreno adecuado que requería aprobaciones municipales complejas incluyendo mover una de las carreteras principales.

## Anuncio
La Primera Presidencia de la iglesia SUD anunció la construcción del templo en la ciudad de Palmyra mediante una carta a las autoridades generales del área en febrero de 1999. La congregación de la comunidad fue informada del nuevo templo en una reunión especial conocida entre los fieles como una charla fogonera. El anuncio fue el número 100 de los templos SUD en ser anunciados, la meta que la iglesia se había trazado en construcción de templos para el año 2000. La ceremonia de la primera palada tuvo lugar en marzo de 1999 presidida por las autoridades generales del área y al que asistieron unas 2300 personas.

## Ubicación
El sitio donde se construyó el templo, sobre una colina en la región en el extremo Este del terreno de 100 acres (40,5 ha) del fundador de la iglesia. Está a pocos metros de lugares prominentes en la historia de los inicios del movimiento de la Iglesia de Jesucristo de los Santos de los Últimos Días, lugar conocido como la Cuna de la Restauración. Entre los sitios de relevancia se incluyen la llamada arboleda sagrada, lugar donde el fundador del movimiento restauracionista SUD afirma haber tenido su «Primera Visión», en la que refiere haber conversado con Dios y Jesús. Entre el pueblo de Palmyra y la vecina comunidad de Mánchester se encuentra la granja de los padres de Smith y en Fayette, a pocos kilómetros de Palmyra, se organizó formalmente la Iglesia de Jesucristo de los Santos de los Últimos Días por Joseph Smith. A unos 5 km se encuentra el cerro de Cumorah, la colina donde a Smith le fueron entregadas por las manos de un ser resucitado las planchas de oro de las que luego traduciría el Libro de Mormón.

## Construcción
El templo se construyó a base de mármol blanco-sierra y cuenta con dos salones empleados para las ordenanzas SUD, dos salones de sellamientos matrimoniales y un batisterio. El templo tiene un área de 990 metros cuadrados de construcción en un terreno de 2,2 hectáreas.
La iglesia contrató al artista Tom Holdman, de Utah, para crear los vitrales con el tema de la Arboleda Sagrada del Templo de Palmyra, incluido un mural de vitrales de la Primera Visión, que cuelga en el pasillo principal del edificio. Las ventanas del área de espera del templo se grabaron con un diseño de árbol, pero se dejaron transparentes a pedido de Gordon B. Hinckley para brindar una vista del lugar donde se ubica la Arboleda Sagrada. Incluso se reubicó una oficina de administración durante la construcción para cumplir con esta solicitud de abrir espacio para ver la arboleda desde el interior del templo. Este fue uno de los primeros templos a nivel mundial de considerara elementos culturales de la localidad e incluirlos en el diseño del edificio.
El templo cuenta con un baptisterio para efectuar la ceremonia del bautismo por los muertos. Este cuenta con un vitral en el techo con otra versión visual de la escena de la Primera Visión.

## Dedicación
El templo SUD de la ciudad de Palmyra fue dedicado para sus actividades eclesiásticas en cuatro sesiones el 6 de abril de 2000, por el entonces presidente de la iglesia Gordon B. Hinckley, el aniversario 170 de la organización de la iglesia SUD. Con anterioridad a ello, la semana del 25 de marzo al 1 de abril de ese mismo año, la iglesia permitió un recorrido público de las instalaciones y del interior del templo al que asistieron más de 30.000 visitantes. Aproximadamente 1.200 miembros de la iglesia e invitados asistieron a la ceremonia de dedicación, que incluye una oración dedicatoria y se reporta que cerca de 1,5 millones de fieles participaron en diferentes países vía satélite.
El día de la ceremonia dedicatoria comenzó lluvioso y, en períodos, nevando por influencia del clima invernal. Se esperaba, como parte del folclore mormón, que el clima se mostrara favorable por intervención divina durante este tipo de ceremonias. Efectivamente, el momento de la colocación de la piedra angular el clima se mostró soleado, incluyendo el período de tiempo que duró la ceremonia, volviéndose lluvioso de nuevo hacia el anochecer.